# Short ton
De short ton is een eenheid van massa die overeenkomt met 2000 Engelse ponden (exact 907,18474 kg). In de Verenigde Staten wordt hij over het algemeen aangeduid als ton zonder hem te onderscheiden van de metrische ton (1000 kilogram, vaak geschreven als tonne in Engelstalige landen buiten de VS) en de long ton (2240 pond of 1.016,047 kilogram). Eerder worden de twee andere speciaal aangeduid. Er zijn echter toepassingen in de VS waarbij tons, zelfs zonder toevoeging, normaal gesproken long tons zijn (bijvoorbeeld oorlogsschepen) of metrische tonnen (bijvoorbeeld de wereldgraanproductiecijfers).
Zowel long tons als short tons zijn gedefinieerd als 20 centenaars (hundredweight), maar een centenaar is 112 pond (wat overeenkomt met 8 stone) in het Imperiale Systeem (long of gross hundredweight) en 100 pond in het Amerikaanse maatsysteem (short of net hundredweight).